# 西一宮站
西一宮站（日语：／ Nishi-Ichinomiya eki */?）是位於愛知縣一宮市天王一丁目，名古屋鐵道（名鐵）的尾西線車站。車站編號為「BS21」。

## 歷史
- 1914年（大正3年）8月4日 - 車站啟用。
- 1963年（昭和38年）度 - 結束貨物業務[2]。
- 1968年（昭和43年）7月16日 - 成為無人車站[3]。
- 1994年（平成6年） - 隨著進行車站高架化工程，開始使用臨時車站。另外，臨時車站位於原來地面車站南邊，國道155號平交道附近位置。
- 1995年（平成7年）7月29日 - 位於原來地面車站附近的架空車站竣工[4]。
- 2007年（平成19年）8月8日 - 車站可以使用「Tranpass」。
- 2011年（平成23年）2月11日 - 車站可以使用「manaca」IC卡。
- 2012年（平成24年）2月29日 - 車站不再可以使用「Tranpass」。

## 車站構造

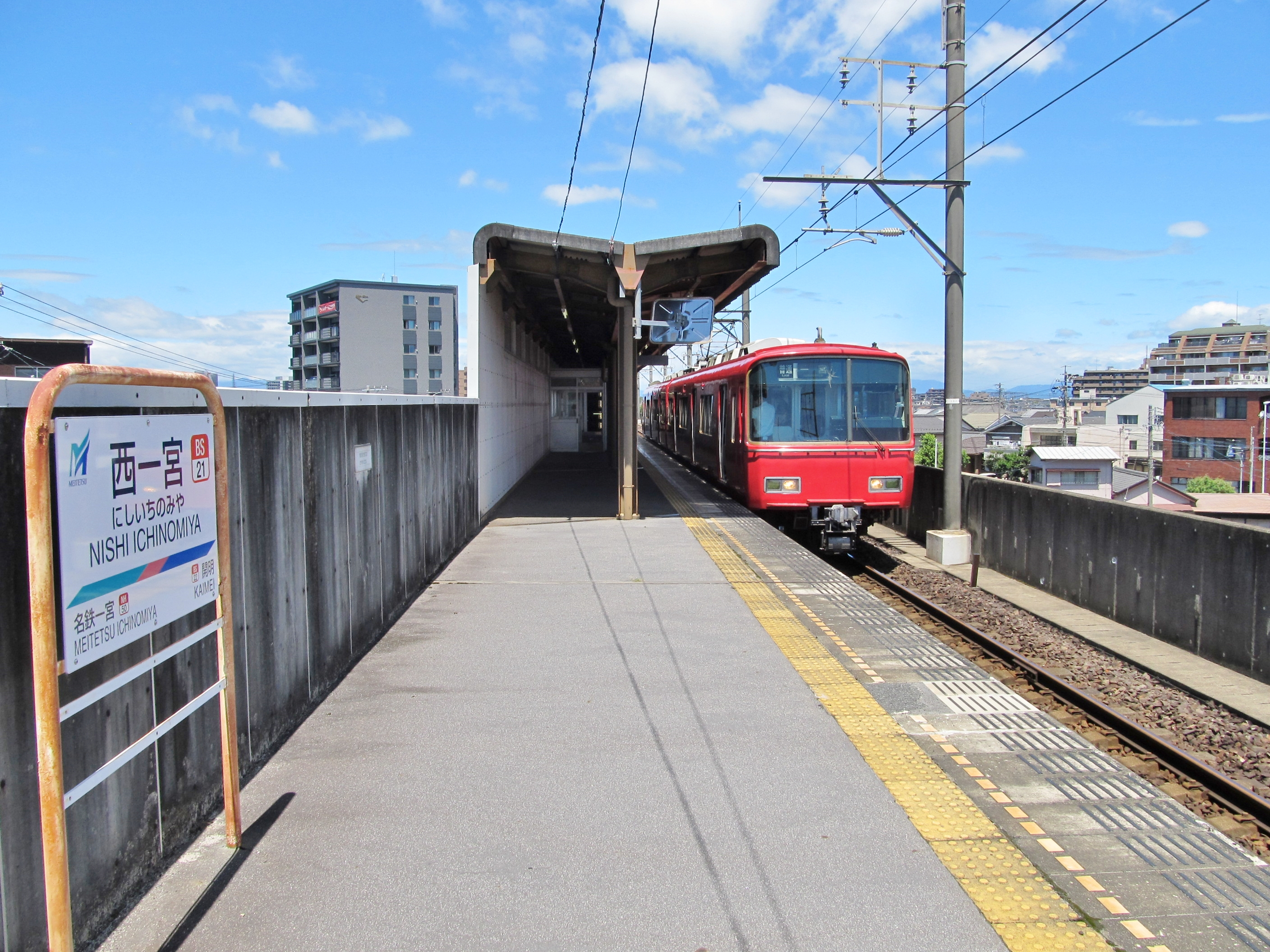
月台(2022年7月)

車站是一座架空車站，設有1面1線的單式月台。月台全長88米，可容納4卡列車。月台樓梯位於位於靠近玉之井一方。
原本此站自動閘機、自動售票機。此站是無人車站。在2007年引入Tranpass後同時引入了車站集中管理系統。由於使用人次較少，因此此站沒有設置升降機。
從月台上可看到名古屋本線、東海道本線的列車通過附近路軌，在天氣晴朗的日子更可看到138Tower。

### 配線圖
| ← 玉之井方向    | 西一宮站 站內配線略圖 | → 名鐵一宮站 |
| 图例 参考文献： |                       |              |

## 利用狀況
- 在中提及在2013年度，當時1日平均上下車人次為348人，為名鐵所有車站（275站）排名第268，尾西線（22站）中排名第22[7]。
- 在中提及在1992年度，當時1日平均上下車人次為340人，為除岐阜市內線均一車費區間內各站（岐阜市內線、田神線、美濃町線徹明町站至琴塚站之間）外名鐵所有車站（342站）中排名第297，尾西線（23站）中排名第22[8]。
- 在《愛知統計年鑑》中，於2010年度的1日平均乘車人次為150人。

由於車站附近的市民大多數會使用鄰站名鐵一宮站（或尾張一宮站），因此此站成為尾西線車站中最少人使用。

## 車站周邊
- 稻荷公園
- 國道155號（日语：国道155号）
- 東邦瓦斯
- 蘇東（日语：ソトー）一宮工場
- 一宮職業安定所（Hello Work一宮）
- 一宮市立中部中學
- 一宮游泳學校
- 一宮市循環巴士 i-巴士（日语：i-バス）一宮路線「西一宮駅」巴士站

## 相鄰車站
名古屋鐵道
 尾西線
名鐵一宮（NH50）－西一宮（BS21）－開明（BS22）

## 註腳
1. ↑   (PDF). 名古屋鉄道.   [2020-11-27]. （原始内容 (PDF)存档于2021-01-22） （日语）.
2. ↑  名古屋鉄道広報宣伝部（編）. . 名古屋鉄道. 1994: 340 （日语）.
3. ↑  寺田裕一. . Neko出版. 2013: 257. ISBN 978-4777013364.
4. ↑  名鉄120年史編纂委員会事務局（編）. . 名古屋鉄道. 2014: 183 （日语）.
5. ↑  一宮市議會定例會，1999年9月9日
6. ↑  電氣車研究會，《鐵道畫刊》通卷第816號 2009年3月 臨時增刊号 「特集 - 名古屋鉄道」，卷末折込「名古屋鉄道 配線略図」
7. ↑  名鐵120年史編纂委員會事務局（編）. . 名古屋鐵道. 2014: 160–162 （日语）.
8. ↑  名古屋鐵道廣報宣傳部（編）. . 名古屋鐵道. 1994: 651–653 （日语）.

## 外部連結
- 西一宮 - 名古屋鐵道